# Almassora
Almassora település Spanyolországban, Castellón tartományban. Almassora Burriana, Onda, Vila-real és Castellón de la Plana községekkel határos. Lakosainak száma 28 497 fő (2024).

## Népesség
A település népessége az elmúlt években az alábbi módon változott:
| Lakosok száma | 17 124 | 18 961 | 20 597 | 24 963 | 25 945 | 25 566 | 25 632 | 26 270 | 26 878 | 28 497 |
|               | 2001   | 2004   | 2006   | 2009   | 2011   | 2014   | 2016   | 2019   | 2021   | 2024   |